# جورج باورز
جورج باورز (بالإنجليزية: George Bowers)‏ هو مونتير ومنتج أفلام ومخرج وممثل أمريكي، ولد في 20 أبريل 1944 بذا برونكس في الولايات المتحدة، وتوفي في 18 أغسطس 2012 بلوس أنجلوس في الولايات المتحدة.

## أعمال

### أفلام
- (1993) الابن الصالح[6]
- (1995) موني ترين[7]
- (2001) من الجحيم[8]
- (2008) مرحبا بك في بيتك روسكو جنكينز

## وصلات خارجية
- جورج باورز على موقع IMDb (الإنجليزية)
- جورج باورز على موقع ألو سيني (الفرنسية)
- جورج باورز على موقع أول موفي (الإنجليزية)
- جورج باورز على موقع قاعدة بيانات الأفلام السويدية (السويدية)
- جورج باورز على موقع قاعدة بيانات الفيلم (الإنجليزية)
- جورج باورز على موقع كينوبويسك (الروسية)